# Maurice Bishop

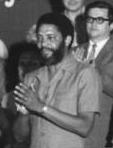
Maurice Bishop, 1982

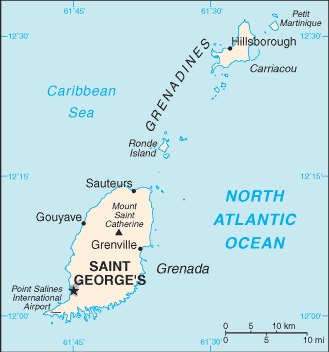
CIA-kaart van Grenada

Maurice Rupert Bishop (Aruba, 29 mei 1944 - Fort Rupert, 19 oktober 1983) was een politicus uit Grenada.
Bishop werd geboren in Aruba als kind van Rupert en Alimenta Bishop, die uit Grenada kwamen. In 1950 keerde het gezin naar Grenada terug. Bishop vertrok in 1963 naar het Verenigd Koninkrijk om rechten te studeren. In 1970 studeerde hij af. Hij keerde terug naar Grenada en ging in de politiek. Bishop richtte in 1973 de Movement for Assemblies of the People (MAP) op, die een jaar later met de Joint action for Education Welfare and Liberation (JEWEL) fuseerde tot New Jewel Movement.
Bishop werd in 1976 in het Huis van Afgevaardigden gekozen en werd leider van de oppositie.
Op 13 maart 1979 leidde hij een revolutie waarbij het regime van Eric Gairy werd afgezet. Vervolgens werd Bishop minister-president van Grenada. Hij voerde een marxistisch-leninistisch bewind en zocht toenadering tot het Cuba van Fidel Castro, tot de Sovjet-Unie en tot andere communistische staten. Zijn People’s Revolutionary Government (PRG) bereikte veel op het gebied van onderwijs, gezondheidszorg en  vrouwenemancipatie, maar werd in de regio argwanend bejegend.
Eind oktober 1982 bezocht Bishop het militaire regime van Desi Bouterse in Suriname. Het bezoek werd door de Surinaamse vakbonden gesaboteerd. Bishop was woedend en vond Bouterse veel te soft. Ruim een maand later vonden in Suriname de Decembermoorden plaats, waarbij onder meer vakbondsleider Cyrill Daal werd omgebracht.
Op 18 oktober 1983 werd Bishop door het Centraal Comité van het Revolutionair Bewind onder huisarrest geplaatst. Hij werd door de bevolking bevrijd en naar het militair hoofdkwartier gebracht. Er volgde een militaire staatsgreep onder leiding van Bernard Coard en de volgende dag werd Bishop op 39-jarige leeftijd in Fort Rupert (nu: Fort George) geëxecuteerd. Zes dagen later op 25 oktober volgde een Amerikaanse invasie waarbij Coard werd afgezet.

## Eerbetoon
Op 29 mei 2009, de 65e geboortedag van Bishop, werd in aanwezigheid van zijn familie en politieke vrienden het vliegveld Point Salinas International Airport omgedoopt in Maurice Bishop International Airport.